# Tom Rasmussen
Tom Rasmussen là một thành viên đã nghỉ hưu của Hội đồng Thành phố Seattle. Ông được bầu lần đầu tiên vào năm 2003 và được bầu cho nhiệm kỳ thứ hai vào năm 2007. Từ năm 2004 đến 2007, ông là chủ tịch của Ủy ban Nhà ở, Dịch vụ Nhân sinh & Sức khỏe, Phó Chủ tịch Ủy ban Quy hoạch & Phát triển Đô thị và là thành viên của Ủy ban Giao thông Vận tải. Từ 2008 đến 2009, ông là chủ tịch của Ủy ban Trung tâm Công viên & Seattle, Phó chủ tịch Ủy ban Văn hóa, Dân quyền, Sức khỏe và Nhân sự, và Ủy ban Chính sách Lao động. Ông cũng là chủ tịch của Ủy ban Giao thông vận tải, phó chủ tịch của Khả năng phục hồi kinh tế và quan hệ khu vực, và là thành viên của Ủy ban Trung tâm Công viên và Seattle.
Rasmussen có bằng cử nhân khoa học chính trị tại Đại học Pacific Lutheran và bằng J.D. của Đại học Valparaiso.